# Château d'Alzey
Le château d'Alzey est un château du XVIe siècle, situé dans la ville homonyme dans le Land de Rhénanie-Palatinat. Le château est probablement issu d'un château fort impérial de la Maison de Hohenstaufen et a été agrandi en château au XVIe siècle.
Il fut détruit lors de la guerre de succession du Palatinat en 1689 et ne fut reconstruit par le Grand-Duché de Hesse qu'au début du XXe siècle. Avant sa destruction, le château était le siège de la haute administration (en allemand : Oberamtsverwaltung) et abrite aujourd'hui le tribunal du district d'Alzey ainsi que l'internat pour filles de l'école supérieure et artistique d'Alzey et accueille également Da Capo! Festivals.

## Parc immobilier
Il s'agit d'un complexe de châteaux rectangulaire situé à la limite est du vieux centre-ville où la ruine a été reconstruite vers 1905. Les images historiques ont largement servi de modèle. À l'est, vers l'ancienne zone ouverte, il possède un puissant muraille ; à l'ouest, vers la ville, il borde l'enceinte de la ville avec une cour dans laquelle s'ouvre deux portails. Au sud se trouve ce qu'on appelle le Friedrichsbau (en français : « bâtiment de Frédéric »), aujourd'hui utilisé comme internat ; au nord, l'imposant ensemble des Philipps-et Ludwigsbau, qui servent comme office de tribunal de grande instance et de palais de justice. Dans le coin sud-ouest se trouve une épaisse tour ronde, visible de loin, qui a été construite comme tourelle de canon sous l'électeur Friedrich Ier. Dans le coin nord-ouest se trouve une tour-porte par laquelle menait la seule entrée du château depuis la cour extérieure. Un mur circulaire entoure le château intérieur avec des parties d'un créneau qui faisait autrefois le tour complet du complexe.

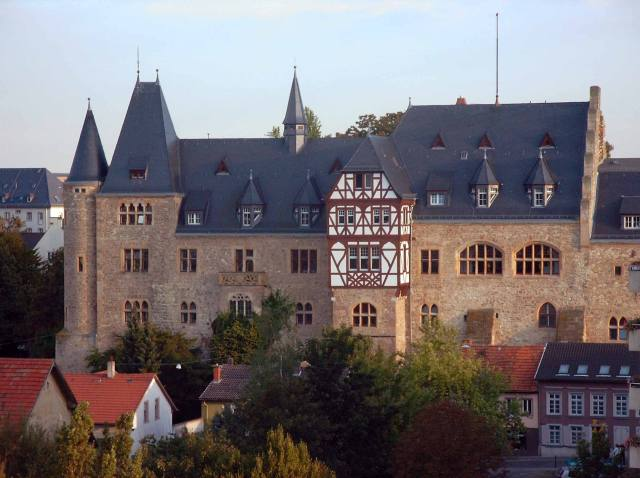
Alzeyer Schloss, Nordflügel. à gauche Ludwigsbau, à droite Philippsbau
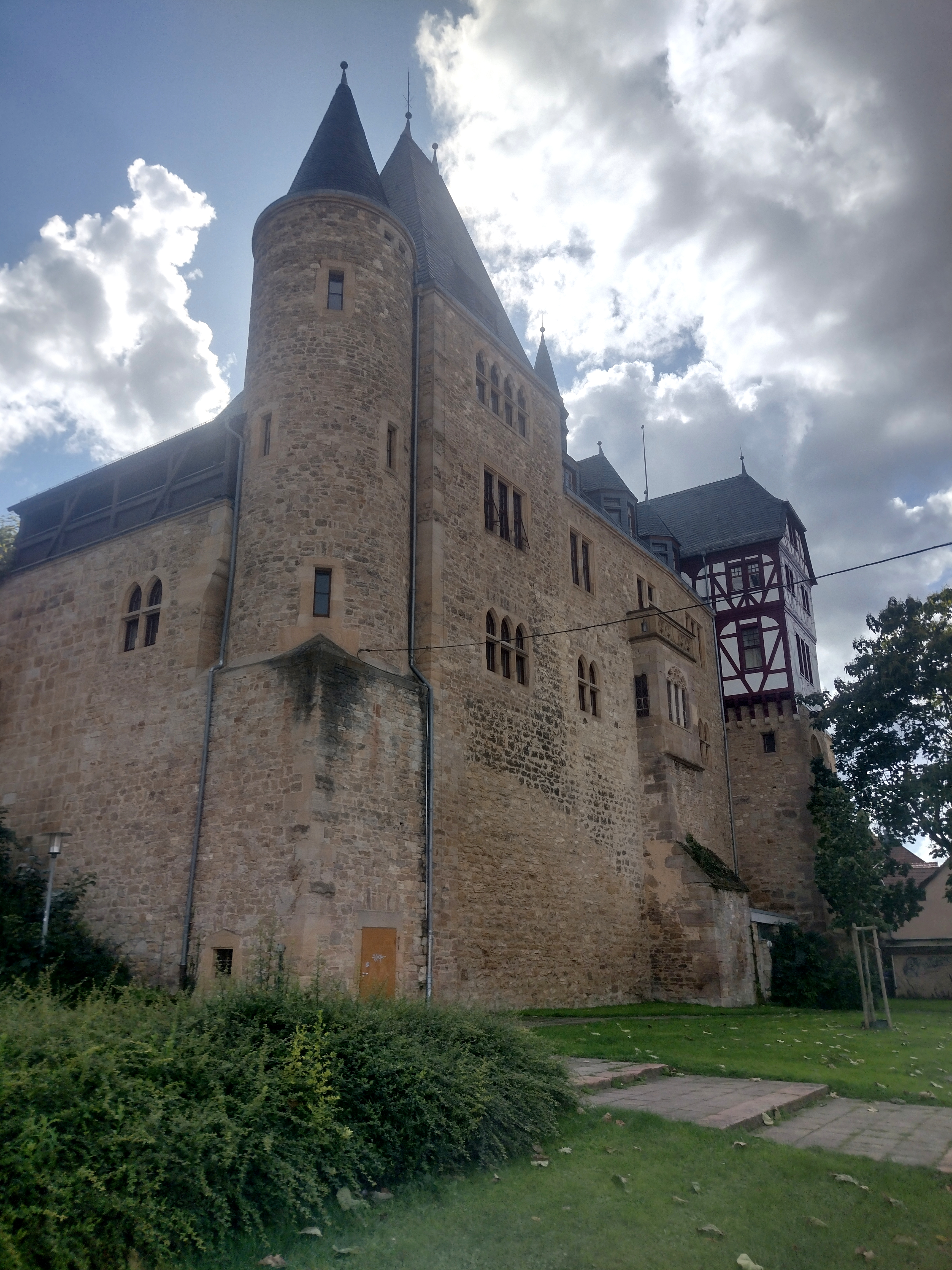
Château d'Alzey, coin nord-est, Ludwigsbau à droite, la muraille au milieu
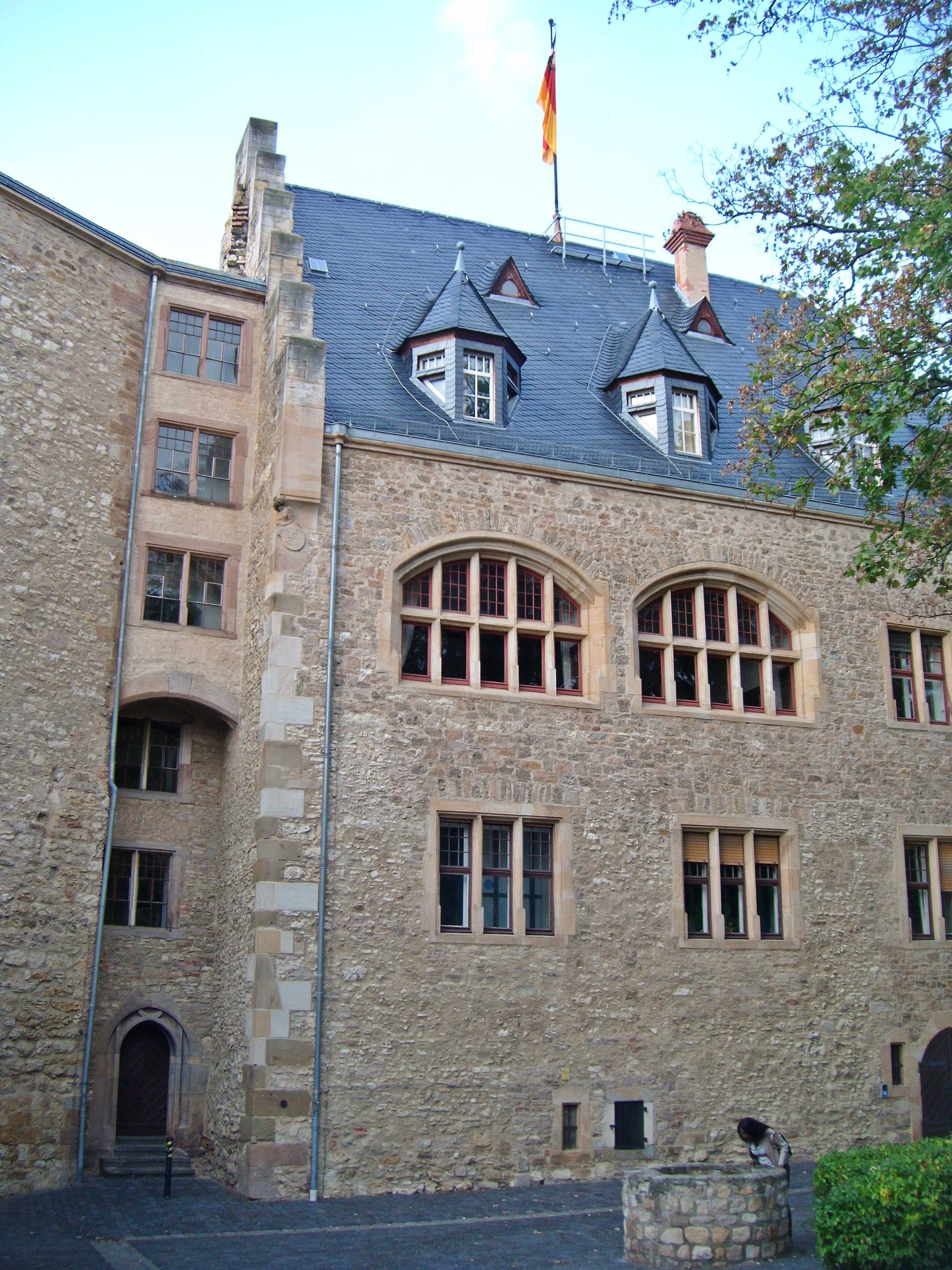
Philippsbau depuis la cour du château
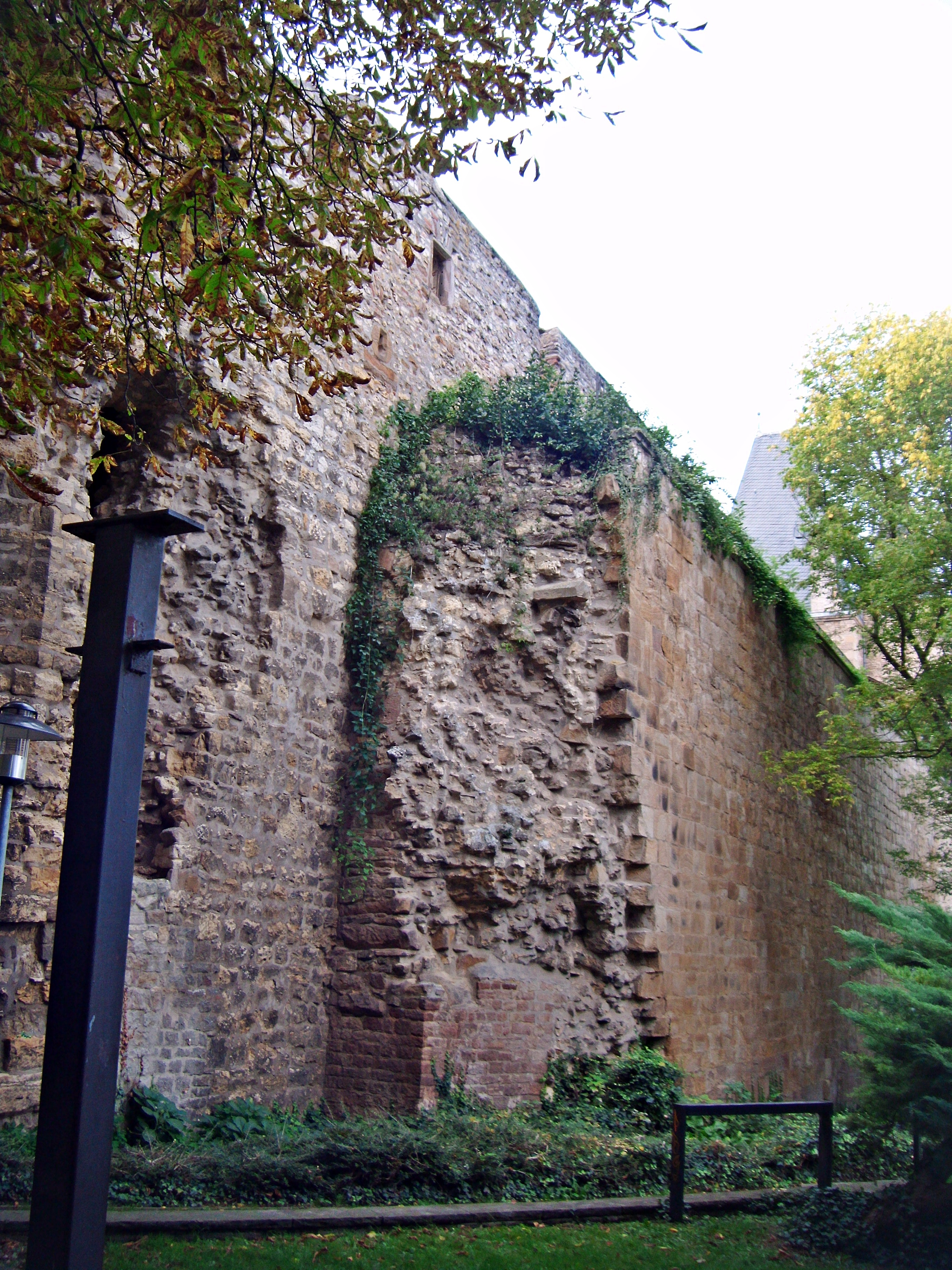
Muraille, côté est
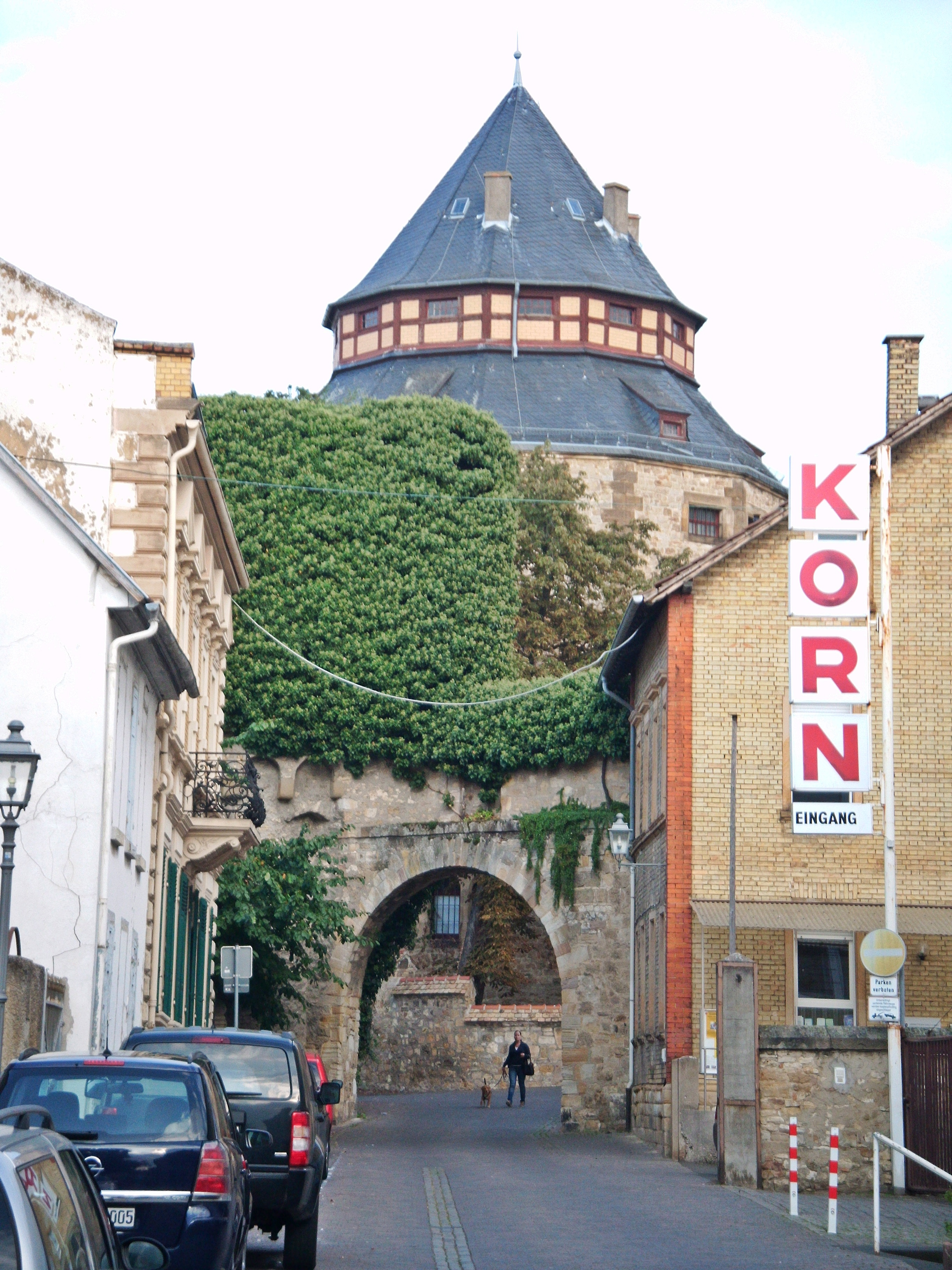
Tour à canon et porte des remparts de la ville depuis l'ouest
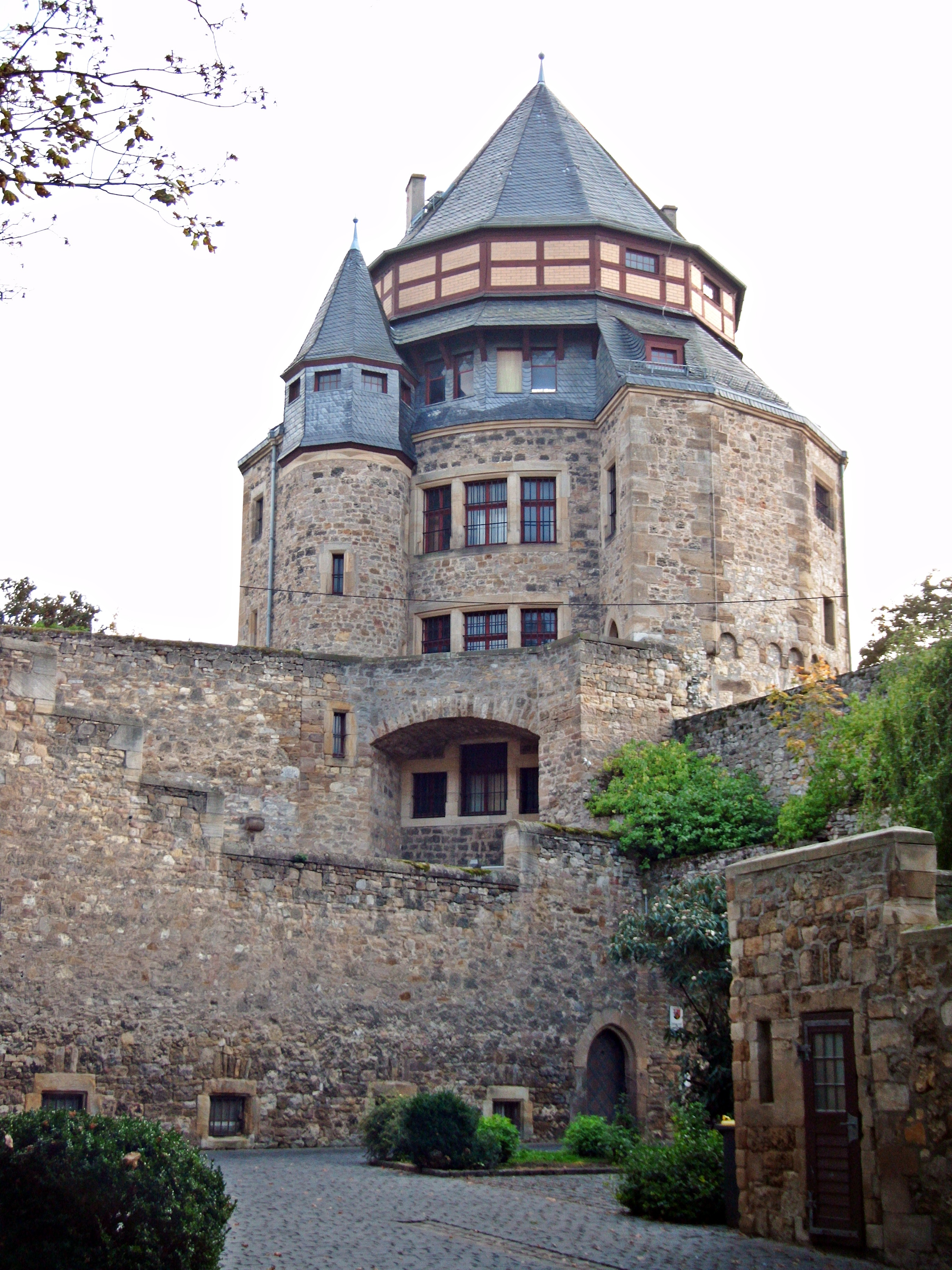
Tour à canon depuis la cour du château
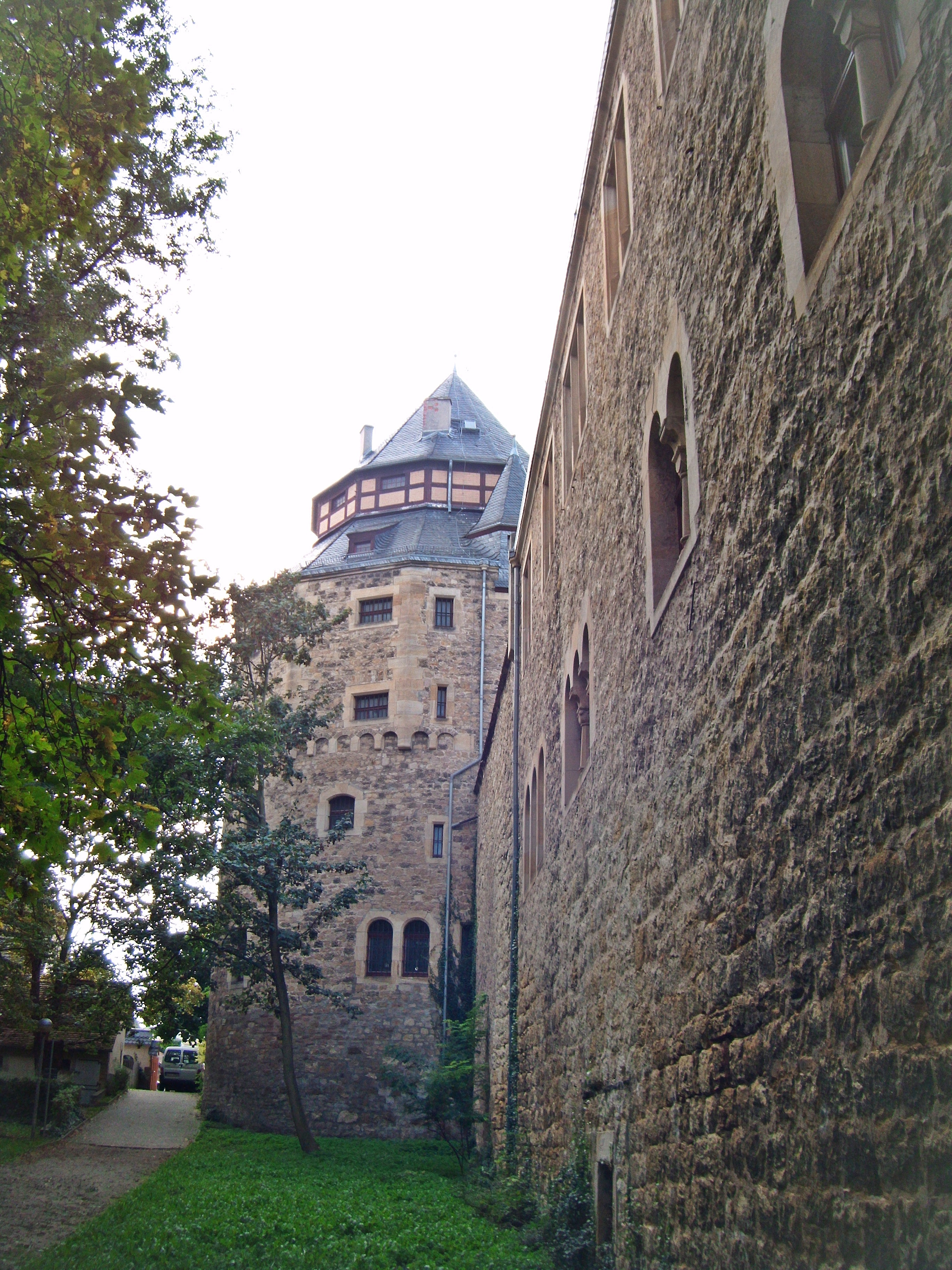
Côté sud avec tourelle de canon et mur extérieur du Friedrichsbau
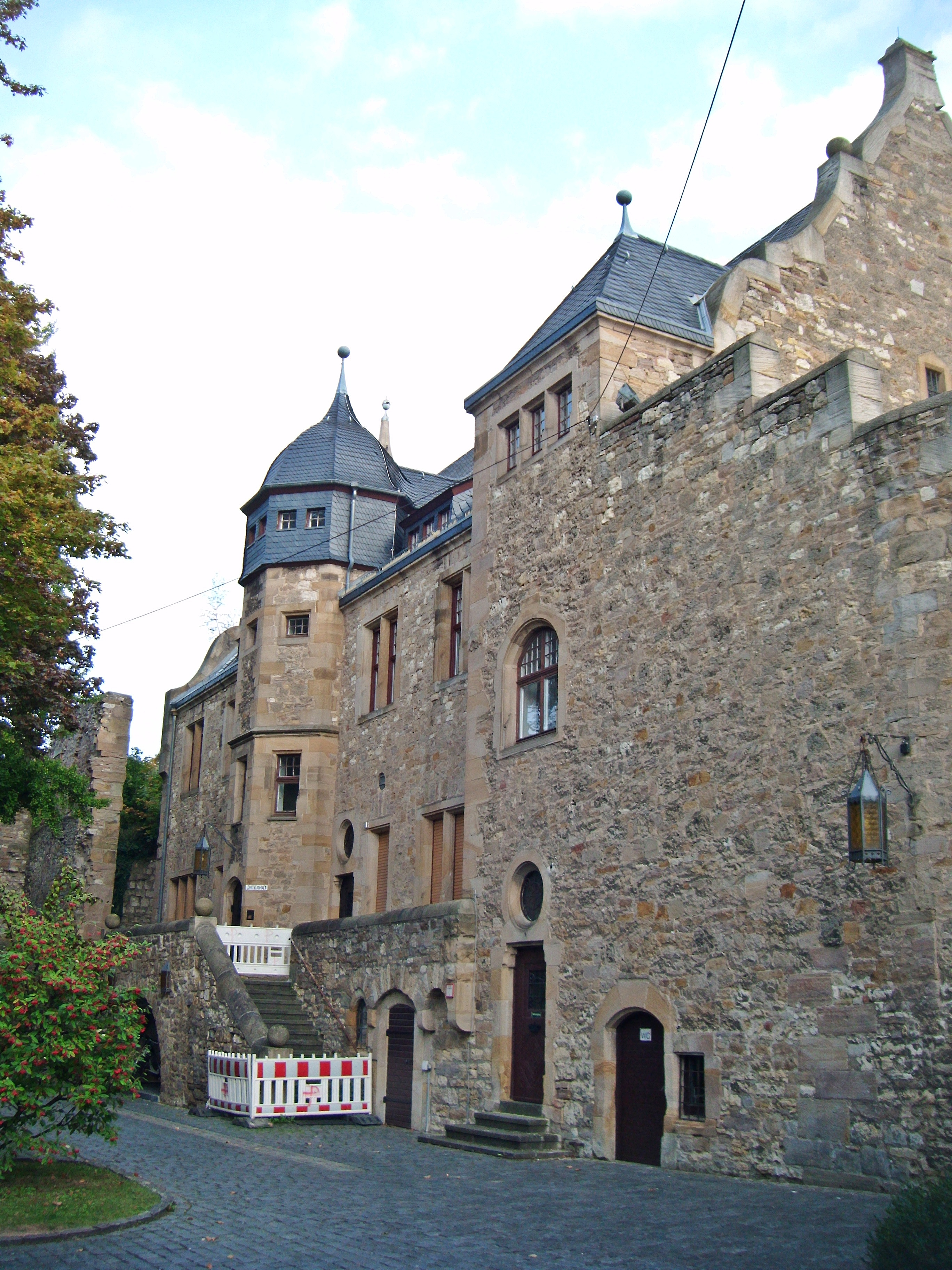
Friedrichsbau depuis la cour
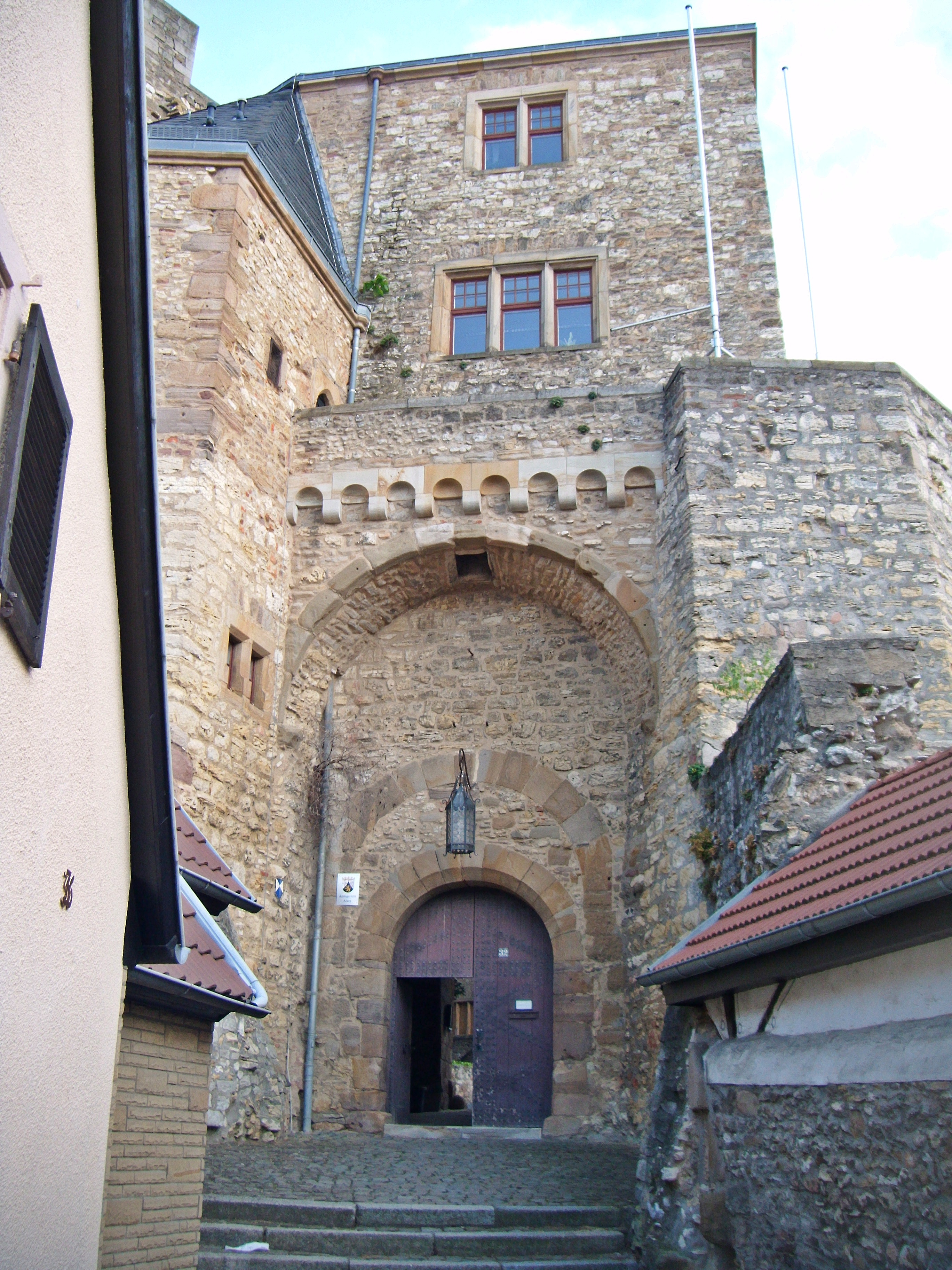
Entrée du nord-est
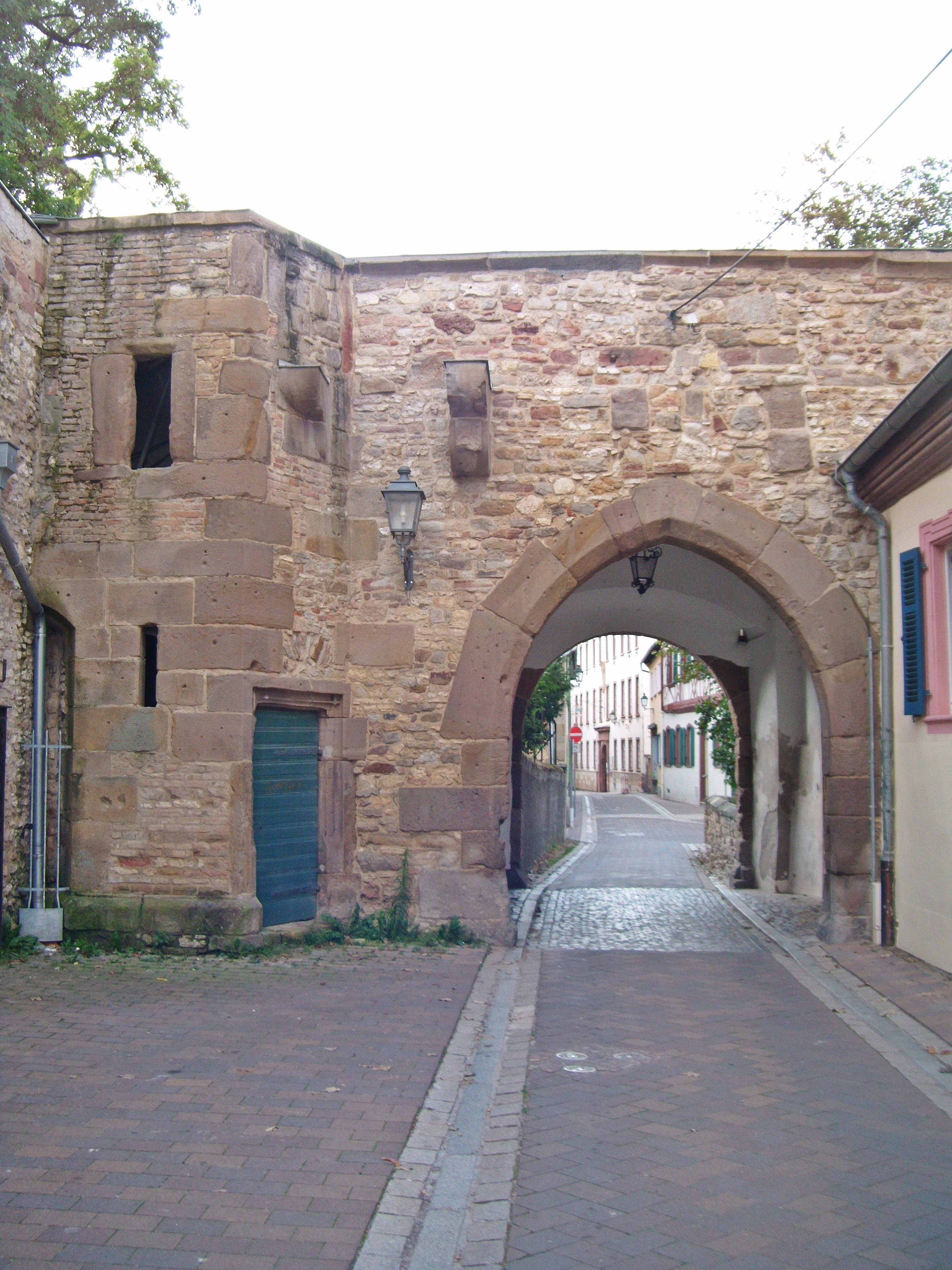
Sortie vers la ville

## Origine

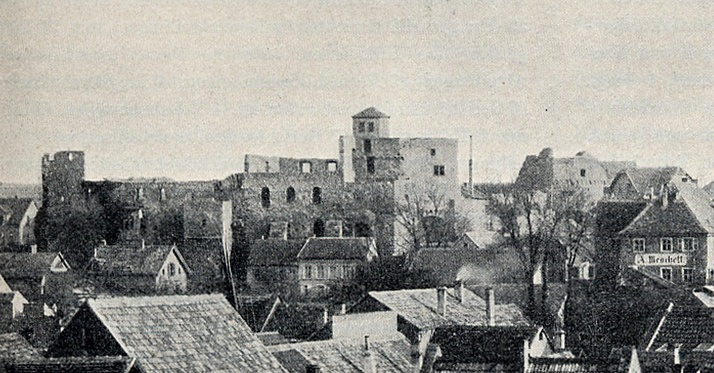
Château d'Alzey en ruine avant la reconstruction en 1904/05

Les origines d'un château fort à Alzey ne peuvent plus être clairement datées aujourd'hui. Cependant, sa création a eu lieu au plus tôt en 1125, après que les Hohenstaufen sont entrés en possession du domaine impérial d'Alzey.
Avant que le duc de Hohenstaufen Frédéric II ne reprenne le domaine impérial, il y avait un domaine florissant à Alzey. Il n’est pas clair s’il s’agissait déjà d’une forteresse. Le duc Friedrich II avait l'expérience de la construction de châteaux forts et aurait également eu un intérêt politique à fortifier Alzey. Il est donc fort possible qu'il ait posé la première pierre du château fort d'Alzey, même si cela ne peut être clairement prouvé. Il se pourrait que ce ne soit pas le duc Frédéric II, mais son fils, Conrad Ier du Palatinat, qui avait passé son enfance à Alzey, qui ait initié la construction du château fort. Au moins, c'était lui qui semble avoir considéré Alzey comme son siège du pouvoir. Cependant, il n'y a aucune preuve d'activités correspondantes de la part du Comte palatin à Alzey.
Après la mort de Konrad, Alzey est venu chez les Guelfes à la suite du célèbre mariage d'amour de sa fille Agnès avec Henri le Long, mais ils n'ont montré aucun intérêt pour cette « possession lointaine ». Cette époque (1195-1213) est donc plutôt improbable comme date de fondation.
Ce n'est qu'en 1214, lorsqu'Alzey tomba aux mains du comte palatin Ludwig Ier de Wittelsbach, que le moment était venu de construire un château à Alzey. Cette troisième variante à l’époque de la construction du château pouvait s’appuyer sur deux considérations : D'une part, aucun élément du château actuel datant d'avant 1200 n'a été trouvé et, d'autre part, un château fort (castrum) à Alzey a été mentionné pour la première fois en 1278 ; cela pourrait indiquer que la construction n’a eu lieu que récemment.
Cela pourrait aussi expliquer la « grande dispute » de 1260, au cours de laquelle les fortifications de la ville furent touchées. A cette époque, les citoyens de Worms, pour qui les seigneurs d'Alzey étaient depuis longtemps une épine dans le pied, attaquèrent la place. La construction d’un château aurait pu être le déclencheur de l’agressivité.
Pour toutes les époques possibles de construction du château d'Alzey - vers 1125, vers 1168 et peu après 1214 - ni les sources écrites ni les découvertes archéologiques ne peuvent être citées. Il est également impossible de dire exactement à quoi pouvait ressembler le premier complexe du château. C'était probablement une motte castrale.

### Histoire
Le complexe a été mentionné pour la première fois en 1278. A cette époque, Werner Truchsess von Alzey, fondateur du monastère cistercien de Sion à Mauchenheim, commandait le château. Les ministériels d'Alzey reçurent le titre d'un Truchsess d'Alzey en 1190. Ils furent probablement chargés de construire le château. Une fois achevée, les constructeurs - soit les Hohenstaufen, soit les comtes palatins - le leur cédèrent comme fief héréditaire. Une démarche typique à l’époque, qui s’est révélée bénéfique pour les deux parties : Le bâtisseur n'avait pas à se soucier de l'administration, des effectifs et de l'entretien de son château fort. Sa suzeraineté lui assurait également le droit d'avoir son mot à dire sur l'avenir du château.
À Alzey, cependant, ce système a mal fonctionné. Les Truchsess considéraient le château féodal comme leur propre propriété et utilisèrent la position qu'ils avaient acquise à Alzey pour construire leur propre domaine entre le Rhin et le Donnersberg. Au début du XIVe siècle, les comtes Palatins parvinrent à prendre le contrôle total du château. Dans la période qui suivit, elle servit de base territoriale importante et de résidence temporaire au comte palatin et à sa cour. Le château a été agrandi en résidence. Différentes charges à la cour sont documentées. En 1689, le château fut détruit par les Français pendant la guerre de succession du Palatinat. Une reconstruction a eu lieu entre 1901 et 1903, au cours de laquelle de nombreux détails historiques du bâtiment ont été supprimés.

## Littérature
- Denkmaltopographie Bundesrepublik Deutschland: Denkmalliste des Landes Rheinland-Pfalz Band 20.2: Kreis Alzey-Worms. Stadt Alzey. Herausgegeben im Auftrag des Ministerium für Bildung, Wissenschaft, Weiterbildung und Kultur von der Generaldirektion Kulturelles Erbe Rheinland-Pfalz Direktion Landesdenkmalpflege. Bearbeitet von Michael Huyer und Dieter Krienke. Wernersche Verlagsgesellschaft: Worms 2014.  (ISBN 978-3-88462-326-8); p. 49–56
- Stefan Grathoff: Alzey, dans : (de) Jürgen Keddigkeit, Alexander Thon, Karl Scherer, Rolf Übel, Pfälzisches Burgenlexikon, vol. Band 1: A-E, Kaiserslautern, Institut für pfälzische Geschichte und Volkskunde Kaiserslautern, 2003 (ISBN 3-927754-51-X), p. 178–189.